# Alzonne
Alzonne település Franciaországban, Aude megyében. Lakosainak száma 1590 fő (2022. január 1.). Alzonne Bram, Montolieu, Montréal, Moussoulens, Raissac-sur-Lampy, Sainte-Eulalie és Saint-Martin-le-Vieil községekkel határos.

## Népesség
A település népessége az elmúlt években az alábbi módon változott:
| Lakosok száma | 1177 | 1208 | 1225 | 1238 | 1479 | 1553 | 1522 | 1582 | 1592 | 1590 |
|               | 1968 | 1982 | 1990 | 2006 | 2013 | 2015 | 2017 | 2019 | 2020 | 2022 |